# 式守錦太夫 (12代)
12代 式守 錦太夫（しきもり きんだゆう、本名：押田 裕光（おしだ ひろみつ）、1973年4月29日 - ）は、大相撲の幕内格行司である。血液型はA型。千葉県柏市出身。現在は放駒部屋所属。元関脇・麒麟児（19代北陣）は義理の叔父にあたる。

## 人物
もとは力士志望であったが身長が規定に足りず、柏市立柏中学校時代に麒麟児から行司としてスカウトを受けた。中学卒業後の1989年（平成元年）3月場所で初土俵。1996年1月場所で旧二所ノ関部屋の名跡である式守慎之助（4代）を襲名。2006年3月場所で十両格に昇進した。
2013年1月場所後に二所ノ関部屋は所属力士が全員引退して消滅したため、松ヶ根部屋に移籍。
2014年1月場所で幕内格に昇進すると同時に、先代（11代）の立行司昇進で空き名跡となっていた式守錦太夫（12代）を襲名した。同年12月1日に所属部屋師匠の9代松ヶ根が12代二所ノ関を襲名したことに伴って、所属部屋が二所ノ関部屋に戻った。ちなみに、新調された二所ノ関部屋の看板は錦太夫の筆によるものである。2021年12月24日、所属部屋の師匠が18代放駒に代替わりしたため、放駒部屋所属になった。
なお、式守慎之助から式守錦太夫を襲名する流れは、二所ノ関部屋の兄弟子にあたる29代木村庄之助や、10代式守錦太夫と同じである。軍配は29代庄之助からの譲り団扇で「中道実相」（どこからも等距離の円の中心のように公平な立場で）と記されている。
本場所中は、土俵上の裁きだけでなく、場内アナウンスを務めている姿が目撃される。
2014年5月場所6日目、この日は東の幕内土俵入りで先導を務めるはずだったが、付け人の情報伝達ミスで錦太夫は当番であることを知らず、土俵入りに遅刻するハプニングを起こした。結局、土俵入りの先導は直前に西の土俵入りを担当した木村恵之助が代理を務めることになった。
趣味はプロレス観戦。

## 略歴
- 1989年3月場所 - 式守裕光の名で二所ノ関部屋から初土俵。
- 1989年5月場所 - 序ノ口格として番付に初掲載。
- 1990年1月場所 - 序二段格に昇進。
- 1991年1月場所 - 三段目格に昇進。
- 1996年1月場所 - 幕下格に昇進。4代式守慎之助を襲名。
- 2006年3月場所 - 十両格に昇進。
- 2013年3月場所 - 二所ノ関部屋の閉鎖に伴い松ヶ根部屋に移籍。
- 2014年1月場所 - 幕内格に昇進。12代式守錦太夫を襲名。
- 2015年1月場所 - 松ヶ根部屋の改称により二所ノ関部屋所属に戻る。
- 2022年1月場所 - 二所ノ関部屋の改称により放駒部屋所属になる。